# Risco Caído
Risco Caído er et landskab og arkæologisk sted på øen Gran Canaria, Spanien. Stedet indeholder forhistoriske huleboliger, templer og kornmagasiner, der tilskrives den præ-spanske kultur på De Kanariske Øer. Det anses også for at være blevet brugt som et astronomisk observatorium af aboriginerne. I juli 2019 blev Risco Caído optaget på UNESCOs verdensarvsliste. Det er det første verdensarvssted på øen Gran Canaria og provinsen Las Palmas og den femte på De Kanariske Øer.

## Beskrivelse
Risco Caído liggerf i et stort bjergrigt område i centrum af Gran Canaria og omfatter klipper, kløfter og vulkanske formationer i et landskab med rig biodiversitet. Landskabet omfatter et stort antal troglodyte (huleboende) habitater, kornmagasiner og cisterner, hvis alder er bevis på tilstedeværelsen af en præ-spansktalende kultur på øen, som udviklede sig isoleret fra ankomsten af nordafrikanske berbere omkring begyndelsen af vores tidsregning, indtil de første spanske bosættere i det 15. århundrede. Troglodytkomplekset omfatter også kulthulrum og to hellige templer eller almogarenes, Risco Caído og Roque Bentayga, hvor sæsonbestemte ceremonier blev afholdt. Disse templer menes at være forbundet med en mulig dyrkelse af stjernerne og Moder Jord.

## Kritik
Optagelsen af Risco Caído på listen over UNESCOs verdensarvssteder er blevet kritiseret af forskere som matematikeren José Barrios, der mener, at der er ringe videnskabelig grund til at betragte det som et oprindeligt astronomisk observatorium eller for at støtte den institutionelle overbeskyttelse af denne enklave over andre på Gran Canaria, såsom det arkæologiske område Four Doors. Geografen Eustaquio Villalba har også sat spørgsmålstegn ved eksistensen af et astronomisk observatorium i Risco Caído. Begge kritiserer det faktum, at en enkelt artikel (som de anser for at have "lidt videnskabeligt grundlag"), skrevet af opdageren af stedet, Julio Cuenca, har været tilstrækkelig til verdensarvsstatus.
Ifølge Barrios er der ingen videnskabelig undersøgelse, der understøtter den arkæologiske astronomiske hypotese (den grundlæggende årsag til, at stedet blev erklæret som verdensarvssted). Han hævder, at der ikke er nogen astronomiske markører, der bekræfter denne teori, og at der ikke er en eneste offentliggjort teknisk rapport, der understøtter den.